# Svízel povázka
Svízel povázka (Galium mollugo) je vytrvalá bylina z čeledi mořenovitých.

## Výskyt
Svízel povázka se vyskytuje především v nížinách a podhorských oblastech. V Evropě má značné rozšíření snad všude s výjimkou Severských zemí a severní poloviny Britských ostrovů. V České republice roste nejhojněji v jižních Čechách. Přednost dává vlhkým slunným loukám, mezím, křovinám nebo břehům rybníků.

## Popis
Kořeny této rostliny jsou krátké, tenké a chudě větvené, bez rozvětvené kořenové hlavy nebo oddenků.
Lodyha svízele je čtyřhranná, snadno se zlomí a někdy dorůstá až do metrové výšky. Může být poléhavá, vystoupavá, nebo popínavá.
5–20 mm dlouhé a 5–7 mm široké obkopinaté listy, se větví přeslenitě po 5-8. Kraje listů tvoří drsné papily (chlupy), které směřují k vrcholu listu. Svrchní strana listu je hladká, lesklá, zespodu jsou listy matné.
V létě kvete svízel řídkým vrcholičnatým květenství, s široce vejčitým obrysem. Jednotlivé květy jsou oboupohlavné, zpravidla bílé. Vyrůstají na 2–4 mm dlouhé květní stopce. Kulovitá koruna je rozdělena na ploché hrotité cípy, kalich je zakrněný.
Plody jsou dvounažky, které se skládají ze dvou hnědočerných až černých merikarpií, dlouhých 1,2 - 1,4 mm.

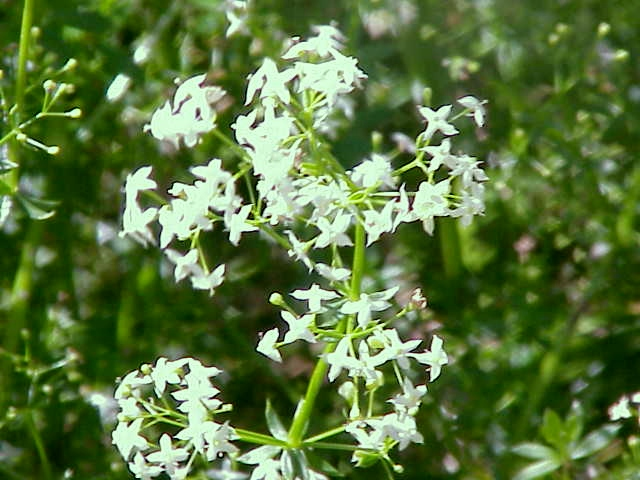
Detail květenství
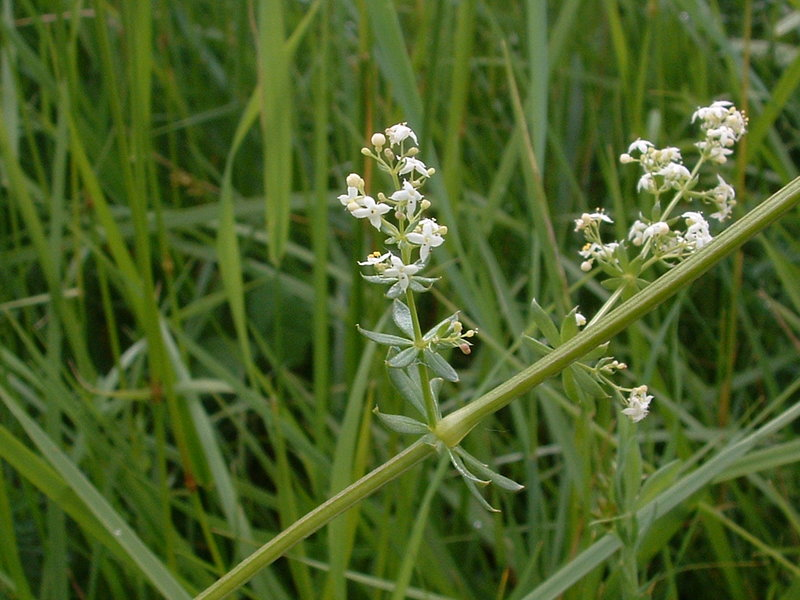
Květenství

## Využití
Svízel povázka má podobné léčivé účinky jako ostatní zástupci rodu svízel.V nálevu působí jako diuretikum a spazmolytikum při zvýšeném zadržování vody v organismu, při zánětech močových cest, dysurických obtížích a křečích hladkého svalstva gastrointestinálního a močového traktu. Dále také proti epilepsii, chudokrevnosti a hysterii. Kloktání teplého nálevu pomáhá při obrně hlasivek a rakovině jazyka. Zevně, ve formě koupelí, se svízel využívá při furunkulóze, vyrážkách a v obkladech na popáleniny.